# Фетисов, Иван Яковлевич
Иван Яковлевич Фетисов (21 октября 1920, Тума, Рязанская губерния — 5 октября 1994, Белорусская ССР) — советский художник, портретист. Заслуженный деятель культуры Белорусской ССР (1989).

## Биография
Родился 21 октября 1920 года в посёлке Тума Рязанской области.
Окончил Ивановское художественное училище (1947) и переехал жить в Брест. Принят в Союз художников Беларуси в 1949 г. Преподавал в изостудии при Доме народного творчества, затем в педучилище.
Скончался 5 октябрь 1994 года.
Работал в различных жанрах станковой живописи. Его портретом присущий четкие психологические и социальные характеристики: «Белорус» (1949), «строительница» (1958), А. А. Ус (1959), доярка Н. Жук (1962), «Почетные граждане Бреста» (1978), серии портретов строителей Березовской ГРЭС (1960), ветеранов Второй мировой войны (1958—1980).
Автор сюжетно-тематических картин «Юные мичуринцев» (1952), «Солдатские волнения в Брестской крепости в 1905 г.» (1956), «Преемственность» (1970), «Память о неизвестных могилах» (1977), «Разведчики» (1985), лирических пейзажей, оформления экспозиций музеев Брестчины: в городах Брест, Барановичи, Береза, Пинск, Столин, д. Комаровка.